# Instytut Mazurski
Instytut Mazurski w Olsztynie – placówka naukowo-badawcza, założona w 1943 przez konspiracyjny Związek Mazurów w Radości koło Warszawy. Od 1945 siedziba główna Instytutu znajdowała się w Olsztynie. Od 1948 Instytut był stacją naukową Instytutu Zachodniego w Poznaniu, by w 1953 przejść pod opiekę Polskiego Towarzystwa Historycznego.
Instytut Mazurski prowadził prace badacze związane z regionem Warmii i Mazur, oraz wydawał pismo naukowe będące zalążkiem późniejszych Komunikatów Mazursko-Warmińskich.
Kontynuatorami Instytutu Mazurskiego są Ośrodek Badań Naukowych im. Wojciecha Kętrzyńskiego w Olsztynie i jego następca Instytut Północny im. Wojciecha Kętrzyńskiego w Olsztynie.